# Giro dell'Emilia 1970
Il Giro dell'Emilia 1970, cinquantatreesima edizione della corsa, si svolse il 3 ottobre 1970 su un percorso di 236 km. La vittoria fu appannaggio dell'italiano Franco Bitossi, che completò il percorso in 5h54'14", precedendo i connazionali Italo Zilioli e Michele Dancelli.
Sul traguardo di Bologna 27 ciclisti, su 122 partiti dalla medesima località, portarono a termine la competizione. 

## Ordine d'arrivo (Top 10)
| Pos. | Corridore        | Squadra       | Tempo    |
| ---- | ---------------- | ------------- | -------- |
| 1    | Franco Bitossi   | Filotex       | 5h54'14" |
| 2    | Italo Zilioli    | Faemino-Faema | s.t.     |
| 3    | Michele Dancelli | Molteni       | a 1'07"  |
| 4    | Donato Giuliani  | Filotex       | a 1'24"  |
| 5    | Tomas Pettersson | Ferretti      | s.t.     |
| 6    | Marino Basso     | Molteni       | s.t.     |
| 7    | Eddy Merckx      | Faemino-Faema | s.t.     |
| 8    | Marcello Bergamo | Filotex       | s.t.     |
| 9    | Felice Gimondi   | Salvarani     | s.t.     |
| 10   | Gianni Motta     | Salvarani     | s.t.     |